# Guerra Romano-Síria
La Guerra Romano-Síria (192 aC - 188 aC), també anomenada Guerra d'Antíoc o Guerra Síria, va ser el conflicte militar que va tenir lloc entre les coalicions dirigides per la República Romana i Antíoc III el Gran, rei de l'Imperi Selèucida. La mateixa es va lliurar a Grècia, la mar Egea i Àsia Menor.
La guerra va ser conseqüència d'una «guerra freda » entre ambdós poders, que havia començat en el 196 aC Durant aquest període els romans i els selèucides van tractar d'ampliar les seves esferes d'influència amb l'objectiu d'atreure el seu ban als poders menors grecs.
El conflicte va finalitzar amb una clara victòria per als romans. Al Tractat d'Apamea, l'Imperi Selèucida es va veure obligat a cedir Àsia Menor. A conseqüència de la seva victòria, Roma va esdevenir l'única gran potència de tot el Mar Mediterrània després de les derrotes del Regne de Macedònia i Cartago.

## Antecedents
Antíoc III sobrenomenat "el Gran", governant de l'Imperi Selèucida, es va involucrar per primera vegada amb Grècia en firmar un tractat amb el rei de Macedònia Filip V el 203 aC. El tractat estipulava que Antíoc i Filip es recolzarien mútuament en la conquesta de les terres del jove faraó ptolemaic Ptolemeu V.

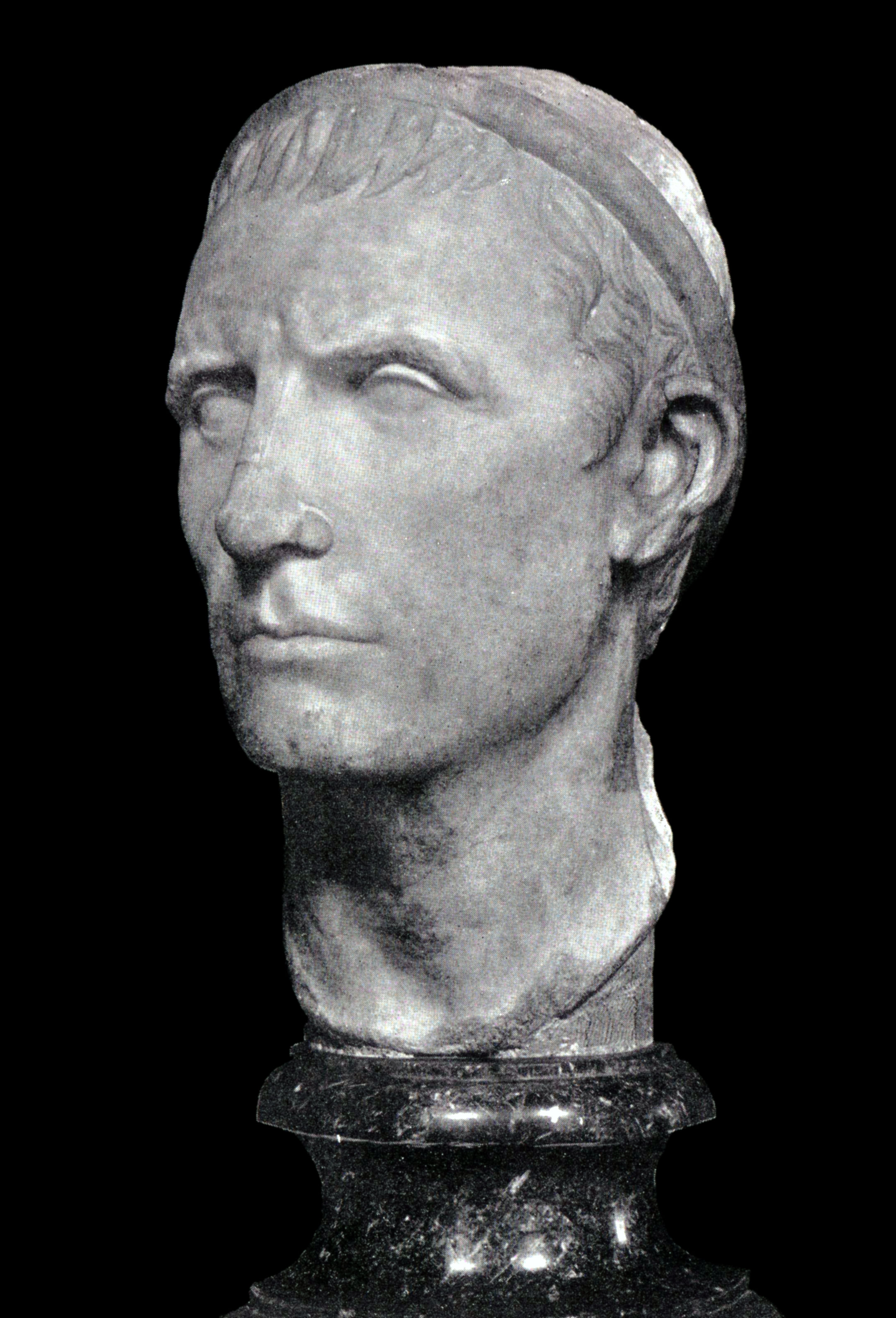
Bust d'Antíoc III al Museu del Louvre.

En el 200 aC Roma es va involucrar també en els assumptes de Grècia quan va rebre una petició d'ajuda per part de dos dels seus aliats que estaven embolicats en la Guerra cretenca: Pèrgam i Rodes. En resposta a aquesta crida, els romans van enviar un exèrcit a Grècia i van atacar Macedònia. La Segona guerra macedònica va durar fins a 196 aC i va finalitzar quan Roma i els seus aliats, inclosa la Lliga Etòlia, van derrotar Filip en la batalla de Cinoscèfales. Els termes del tractat van forçar Filip a pagar una immensa indemnització i la seva conversió en aliat de Roma, mentre que els romans ocupaven alguns territoris grecs.
Mentrestant, Antíoc va prosseguir la guerra contra el faraó Ptolemeu. L'exèrcit d'Antíoc va aixafar a l'exèrcit egipci en la batalla de Panio (201 aC), i el 198 aC la part sud de Síria va caure a les seves mans.
Amb una gran part de Síria en el seu poder, Antíoc va centrar la seva atenció a realitzar incursions al llarg de les possessions ptolemaiques de les costes de Cilícia, Lícia i Cària. Mentre atacava les possessions de Ptolemeu a Àsia Menor, Antíoc va enviar una flota per ocupar les ciutats costaneres de la zona i com a suport a Filip. Rodes, aliat romà i el poder naval més fort de la zona, va enviar una ambaixada a Antíoc exposant-lo que si continuava avançant haurien d'oposar-se a la seva flota per evitar que el rei macedoni rebés ajuda. Antíoc va decidir fer cas omís de l'amenaça i va continuar avançant, però quan va tenir notícies de la derrota de Filip a cinoscèfales va decidir desistir.
Posteriorment va establir una pau amb l'Imperi d'Egipte en casar una de les seves filles, Cleòpatra, amb Ptolemeu. Els problemes del monarca selèucida s'havien acabat, ja que a Àsia, era hora de mirar cap a Europa.

## La guerra

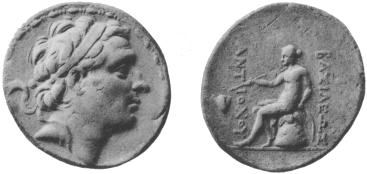
Moneda amb l'efígie d'Antíoc III Megas.

Després de la batalla de Zama, el general cartaginès Hanníbal Barca, que havia combatut a Roma durant la Segona Guerra Púnica, va fugir de Cartago i es va dirigir a la cort d'Antíoc en Efes, on aquest decidia quines mesures prendria contra els romans.
A causa de la contínua presència romana a Grècia, Antíoc va decidir provocar a la Lliga Etòlia, impulsant-la a reclamar que no havien rebut suficients terres després de la segona guerra macedònica. El 195 aC, quan els romans van envair Esparta, els etolis van decidir oferir un pacte als espartans, buscant la retirada dels romans de territori grec; tanmateix, la Lliga Aquea es va negar, temorosa de la possible expansió etolia. L'historiador Erich Gruen suggereix que els romans van utilitzar la guerra com excusa per prolongar l'estacionament de tropes en territori hel·lènic, que tenia com objectivo prevenir que els espartans i els etolis s'unissin a Antíoc si aquest envaïa Grècia.
Després de derrotar a Esparta el 195 aC, les legions romanes sota el comandament de Tit Quinti Flaminí van abandonar Grècia. El 192 aC, Esparta va fer una crida d'assistència militar a Etòlia a causa del seu progressiu debilitament. Els etolis van enviar com a resposta un destacament de 1.000 genets. Tanmateix, una vegada que van arribar a territori espartà, van assassinar Nabis, Rei d'Esparta i van intentar sense èxit prendre el control del territori.
Basant-se en el sentiment antiromà que s'havia assentat a Grècia, en particular entre les ciutats estat de la Lliga Etòlia, Antíoc III va conduir un exèrcit a través de l'Hel·lespont amb l'objectiu d'«alliberar-lo» de l'opressió romana. Antíoc i Etòlia van fracassar en l'intent d'unir la seva coalició a Filip V i a la Lliga Aquea. Els romans van respondre a la invasió mitjançant la tramesa d'un exèrcit a Grècia. Aquest exèrcit va combatre Antíoc en la Batalla de les termòpiles i el va derrotar d'una manera aclaparadora. Beòcia i Eubea es van sotmetre i Làmia i Heraclea (al peu de l'Oeta) foren ocupades i forçant-lo a retirar-se de Grècia.
Els romans sota el comandament de Luci Corneli Escipió Asiàtic el Vell van perseguir Antíoc III al llarg de tot el mar Egeu. La flota de Rodes va derrotar a la flota de l'Imperi Selèucida comandada per Hanníbal Barca, que va haver de fugir.
Hanníbal Barca havia conservat la major part de la seva flota, però no estava en condicions d'unir-se amb la flota de Polixènides a Efes ja que els seus vaixells requerien importants reparacions. Polixènides, aïllat, no va poder fer front als romans al mar sense reforços. Els rodis es van retirar a Rodes per a les reparacions, deixant a Charikleitos amb 20 vaixells a Megisti. Al setembre, quan Luci Emili Regil va enviar una part de la seva flota a l'Hel·lespont per ajudar l'exèrcit romà en la seva invasió de l'Àsia Menor, Polixènides va aprofitar l'oportunitat per atacar els romans al mar. La batalla de Mionessos va resultar en una decisiva victòria romano-rodia, que va consolidar el control romà sobre el mar Egeu, permetent-los llançar una invasió de l'Àsia Menor selèucida. Després d'alguns enfrontaments a Àsia Menor, els selèucides van combatre els exèrcits de Roma i de Pèrgam en la batalla de Magnèsia. Les forces combinades de Roma i Pèrgam van obtenir la victòria i Antíoc es va veure obligat a retirar-se.

## Conseqüències
Plantilla:Ap
La derrota en Magnèsia va suposar un desastre per a l'Imperi Selèucida, el rei del qual va haver d'acceptar un tractat desfavorable. Aquest tractat d'Apamea incloïa el pagament de 15.000 talents com a indemnització i la cessió de tots els seus territoris a l'oest de les Muntanyes del Taure. Rodes va passar a controlar Cària i Lícia, mentre que Pèrgam va passar a controlar tot els territoris del nord de Licia i la resta de l'Àsia Menor.